# Салих Мирзабейоглу
Салих Мирзабейоглу (тур. Salih Mirzabeyoğlu, настоящее имя Салих Иззет Эрдиш (тур. Salih İzzet Erdiş); 9 мая 1950, Эрзинджан — 7 мая 2018, Стамбул) — турецкий исламский фундаменталист курдского происхождения, предки которого родом из провинции Битлис. Его семья была близка как к исламским братствам Накшбанди, так и к Нурджу, и принимала участие в курдском восстании шейха Саида в 1925 году против недавно созданной Турецкой Республики. Большинство его сторонников были курдами.

## Биография
В 1975 году он и его друзья издали политический журнал под названием Gölge (Тень). Мирзабейоглу находился под влиянием поэта-исламиста Неджипа Фазыла Кысакюрека, который издавал журнал «Бююк Догу».
Салих — идеолог и предполагаемый лидер «Великого восточного исламского рейдерского фронта» (İBDA-C), воинствующей исламистской группировки, действующей в Турции. Он был арестован 29 декабря 1998 года по обвинению в попытке насильственного свержения конституционного строя. Впоследствии, следуя концепции İBDA-C о «сопротивлении без лидера», ответственность за дальнейшие нападения на банки, синагоги, церкви, места продажи алкоголя и телеканалы взяли на себя группы, заявившие, что они являются частью İBDA-C. В результате взрывов в Стамбуле погибло 65 человек, включая генерального консула Великобритании Роджера Шорта. Мирзабейоглу был приговорён к пожизненному заключению.
23 июля 2014 года он был освобождён из тюрьмы, а 29 ноября 2014 года провёл консультации с президентом Реджепом Тайипом Эрдоганом.

## Смерть

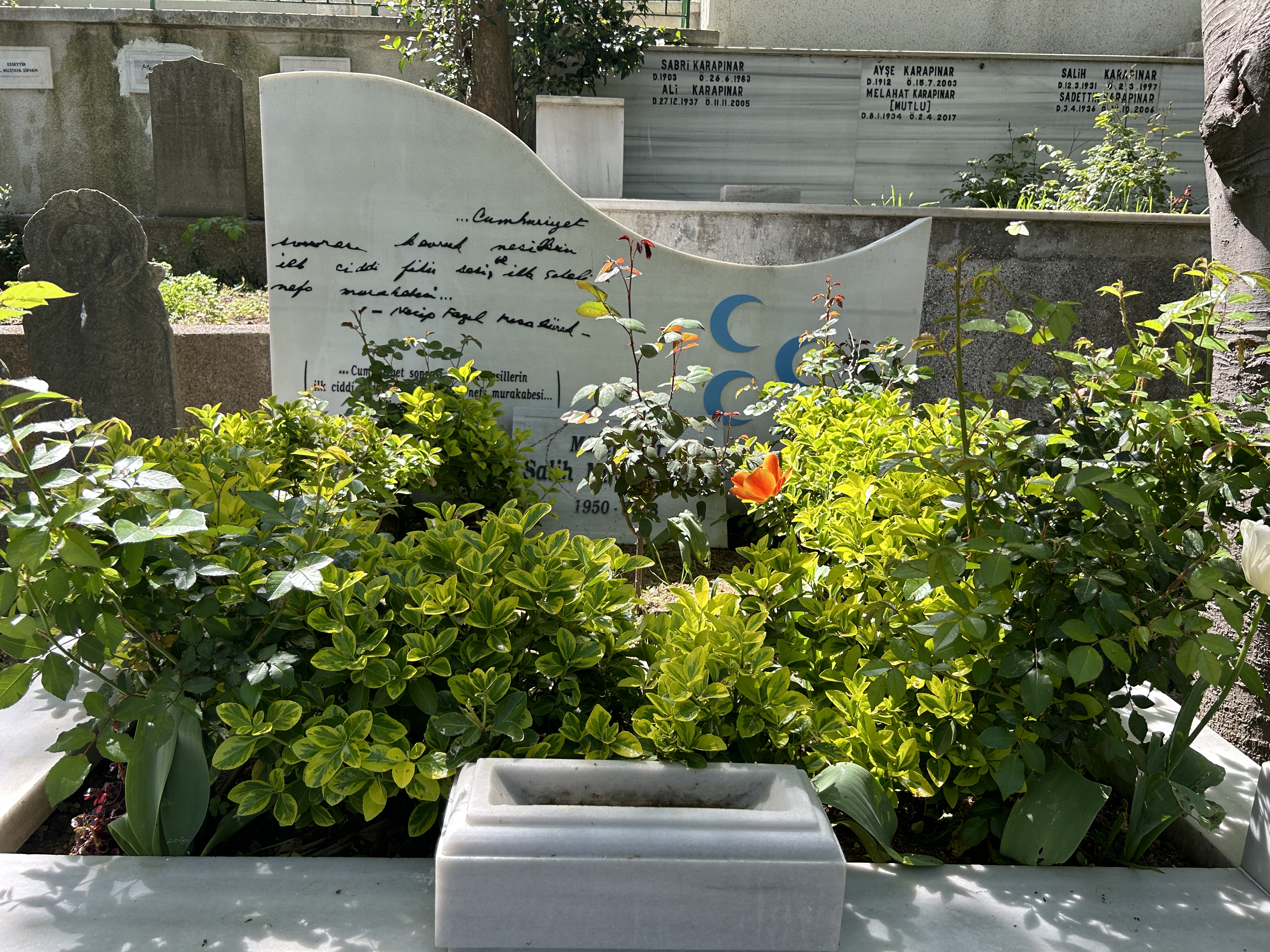
Могила Мирзабейоглу на кладбище Эйюпсултан.

5 мая 2018 года Мирзабейоглу был доставлен в государственную больницу Ялова из-за кровоизлияния в мозг и прооперирован. Смерть мозга произошла 7 мая, и Мирзабейоглу, после того как был переведён в Учебно-исследовательскую больницу торакальной и сердечно-сосудистой хирургии Сиями Эрсек, скончался 16 мая 2018 года в возрасте 68 лет. Согласно его завещанию, Мирзабейоглу был похоронен рядом с могилой Неджипа Фазыла Кысакюрека на кладбище Эйюпсултан.